# Catharina Halkes

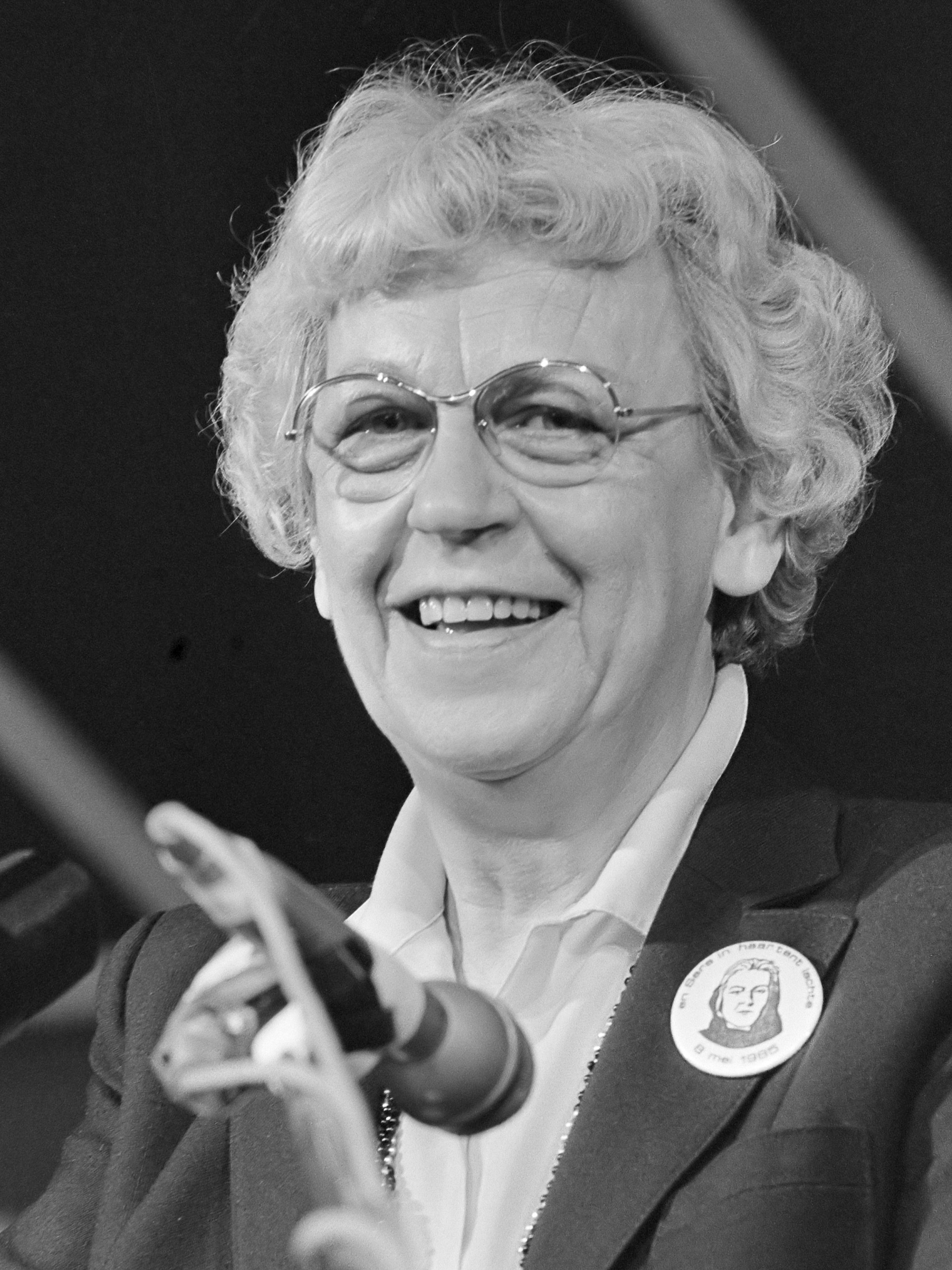
Tine Halkes (1985)

Catharina Halkes (ur. 2 lipca 1920 we Vlaardingen, zm. 21 kwietnia 2011 w Nijmegen) – holenderska teolożka, jedna z prekursorek teologii feministycznej.

## Życiorys
Urodzona w rodzinie katolickiej. Studiowała literaturę niderlandzką i historię filozofii. Od młodości zaangażowana w katolickie inicjatywy świeckie. W latach 60. była korespondentem prasy holenderskiej w czasie obrad Soboru watykańskiego II, aktywnie uczestniczyła w posoborowym holenderskim synodzie pastoralnym, a w 1964 rozpoczęła studia teologiczne na Uniwersytecie w Nijmegen, dopiero wówczas otwarte dla świeckich. W latach 70. wykładała teologię pastoralną oraz rozpoczęła studia nad teologią feministyczną, których owocem był m.in. projekt „Feminizm i chrześcijaństwo” prowadzony przez cztery lata w Nijmegen. W 1983 została pierwszym w Europie profesorem teologii feministycznej na Uniwersytecie w Nijmegen, kierując katedrą poświęconą tym zagadnieniom do 1986. W tym samym roku przeszła na emeryturę, ale w dalszym ciągu była aktywna naukowo. W 1986 była współzałożycielką Europejskiego Towarzystwa Teologicznego Kobiet. Od 1988 działa fundacja jej imienia wspierająca feministyczne badania teologiczne. 
W 1985 wybrana przez katolickie środowiska kobiece do wygłoszenia przywitania Jana Pawła II w czasie jego pielgrzymki do Holandii, otrzymała od kardynała Adrianusa Simonisa zakaz przemawiania. Dało to początek tzw. „Ruchowi 8 maja”, który głosił radykalne propozycje odnowy Kościoła, w tym m.in. zniesienie obligatoryjnego celibatu i możliwość kapłaństwa kobiet.
W swoich pracach zajmowała się rozumieniem feminizmu, określeniem paradygmatu teologii feministycznej, relacjami pomiędzy kobietą i mężczyzną w myśli chrześcijańskiej a także rolą Maryi w perspektywie feministycznej. Temu ostatniemu zagadnieniu w dziele C. Halkes Elżbieta Adamiak poświęciła swoją pracę doktorską Błogosławiona między niewiastami. Maryja w feministycznej teologii Cathariny Halkes. 
Miała troje dzieci, od 1982 była rozwiedziona.